# Caridina jeani
Caridina jeani е вид десетоного от семейство Atyidae.

## Разпространение и местообитание
Видът е разпространен в Индонезия (Малуку).
Обитава сладководни басейни и потоци.